# Sosnowate

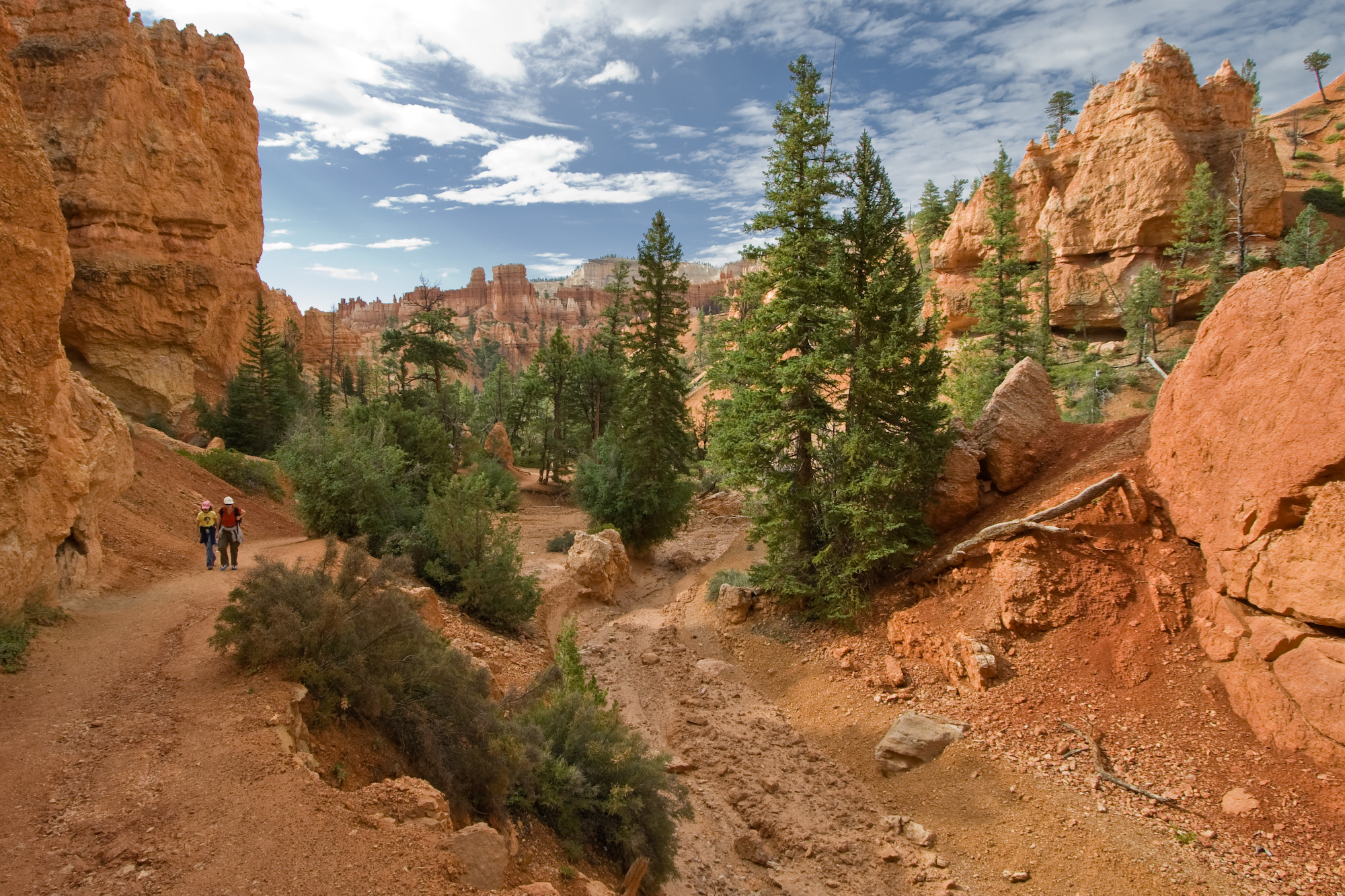
Sosnowate są istotnym składnikiem lasów górskich na półkuli północnej. Sosny żółte i daglezje zielone w Górach Skalistych

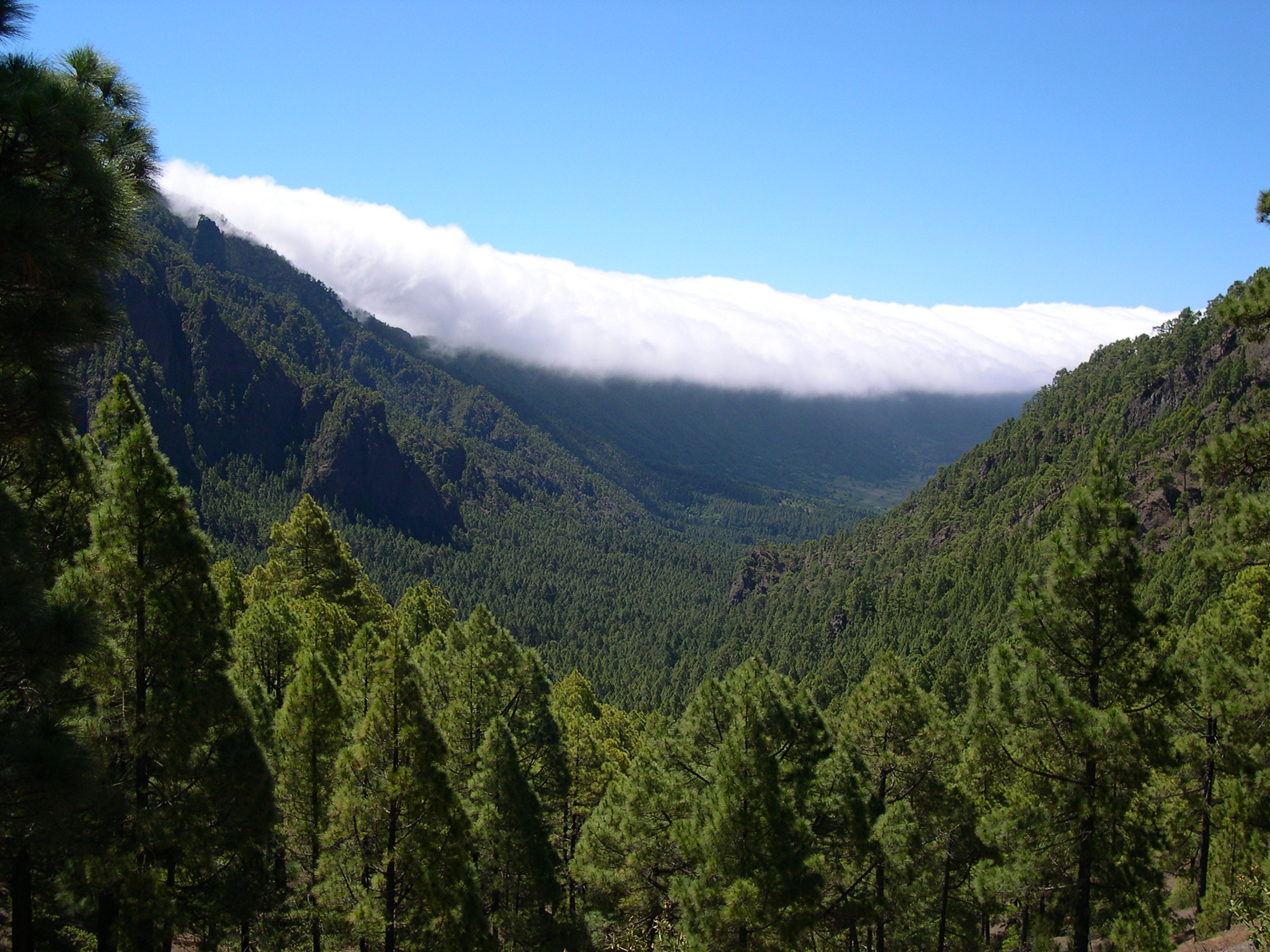
Las z sosną kanaryjską na La Palmie

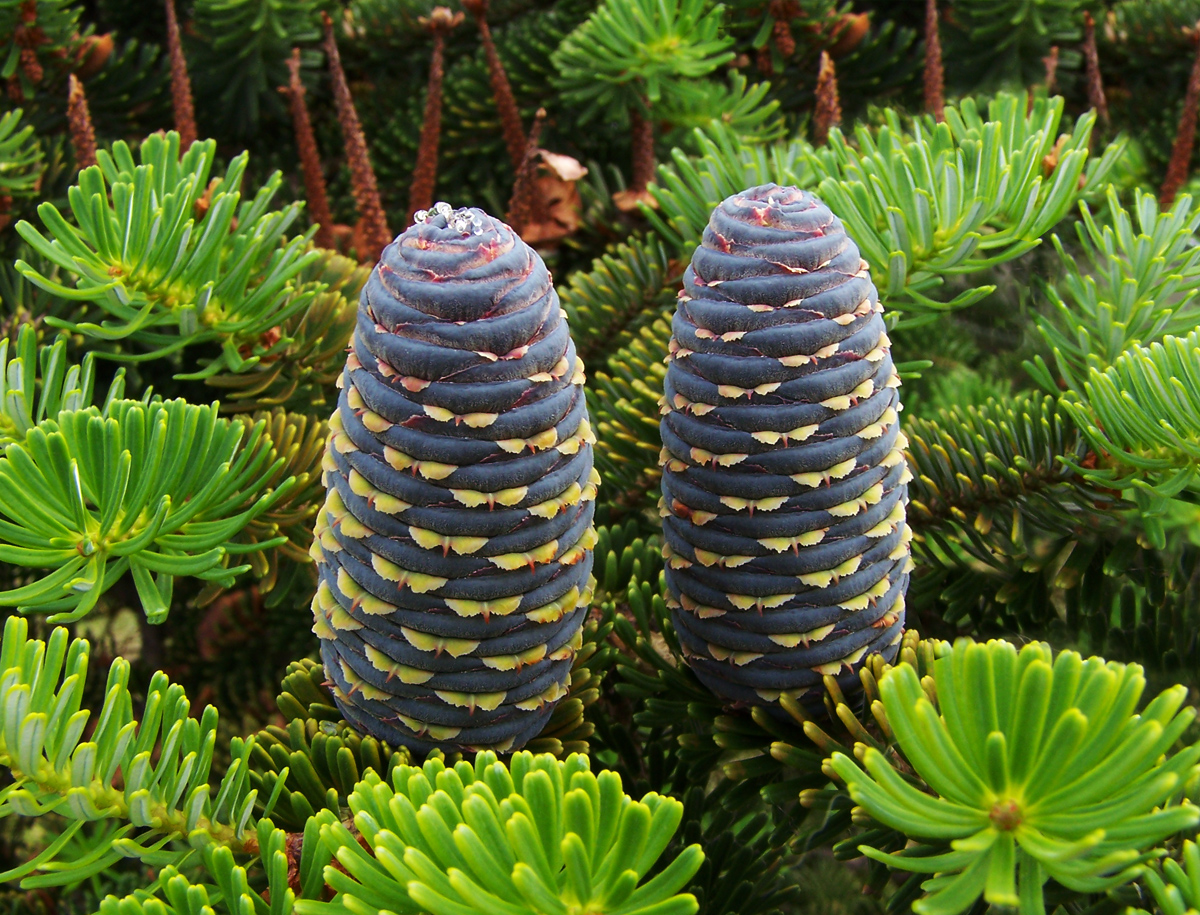
Szyszki jodły koreańskiej

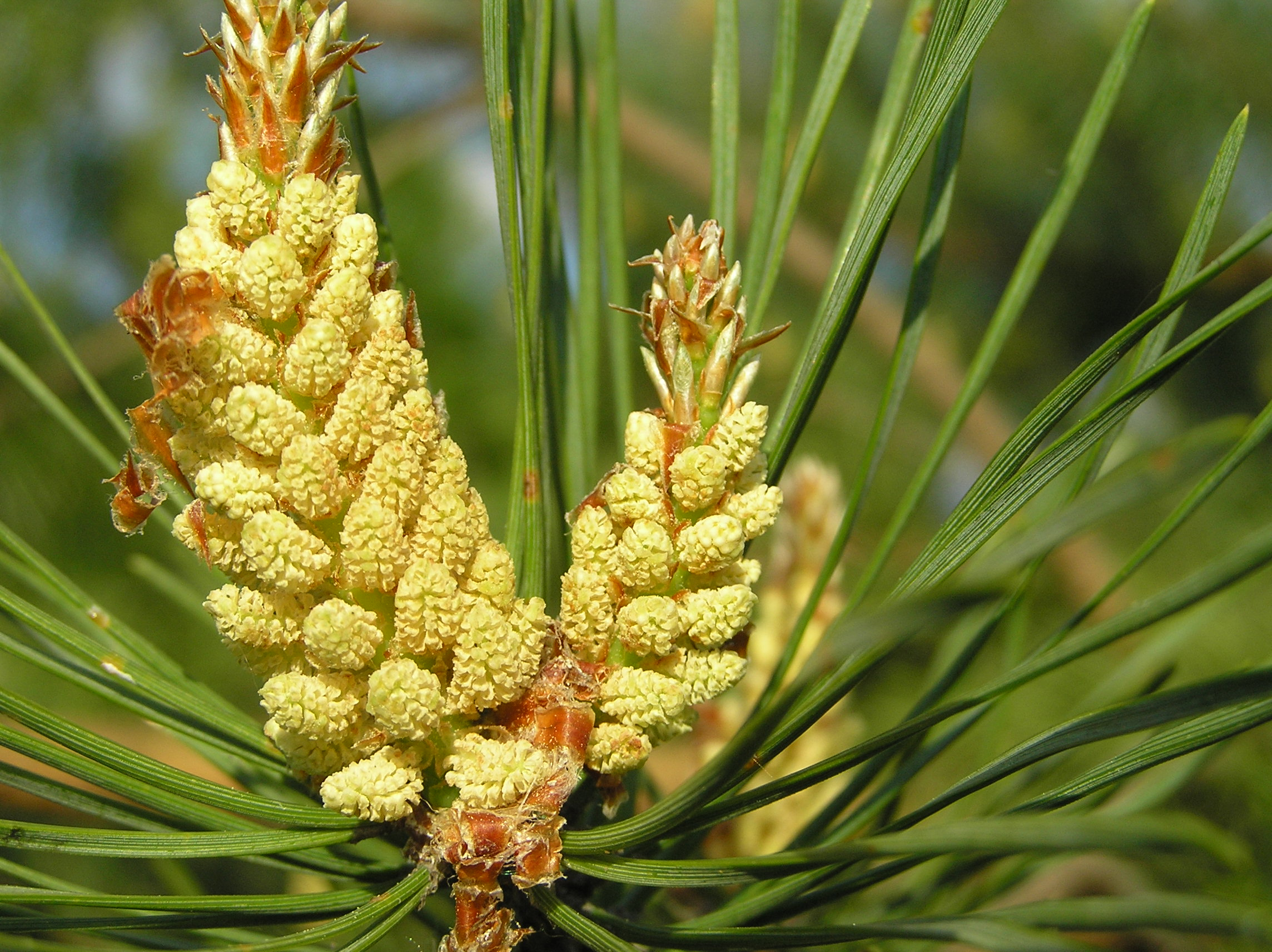
Szyszki męskie wytwarzające pyłek u sosny zwyczajnej

Sosnowate (Pinaceae Lindley 1836) – rodzina drzew i krzewów należąca do rzędu sosnowców (Pinales). Jest jedną z rodzin umieszczanych wśród roślin nagonasiennych. Sosnowate obejmują 224, 225 lub 231 gatunków skupionych w 11 rodzajach. Występują one przede wszystkim na obszarach chłodnych i umiarkowanych półkuli północnej. Zasięg nielicznych gatunków sięga do tropików – na kontynentach amerykańskich do Nikaragui, a w Starym Świecie do Sumatry i Filipin (jedynym gatunkiem przekraczającym równik jest sosna Merkusa Pinus merkusii z Sumatry). Są kluczowym składnikiem borealnych lasów iglastych (rodzaje świerk, jodła, modrzew i sosna), a dalej na południe lasów górskich. 
Do polskiej flory należą pojedyncze gatunki z rodzajów świerk, jodła i modrzew oraz trzy gatunki sosen.
Mają duże znaczenie ekonomiczne jako źródła drewna wszechstronnie wykorzystywanego, zarówno jako drewno konstrukcyjne, czy surowiec do wyrobu papieru, dziegciu, terpentyny, olejków eterycznych. Liczne gatunki uprawiane są także jako rośliny ozdobne w parkach i ogrodach, ale też jodły i świerki wykorzystywane są jako choinki – strojone drzewa, wykorzystywane są też szyszki tych drzew jako ozdoby i w aranżacjach kwiatowych. Nasiona sosen są jadalne jako tzw. orzeszki piniowe. Igły sosen długoigielnych wykorzystywane są jako surowiec plecionkarski w Meksyku.

## Morfologia

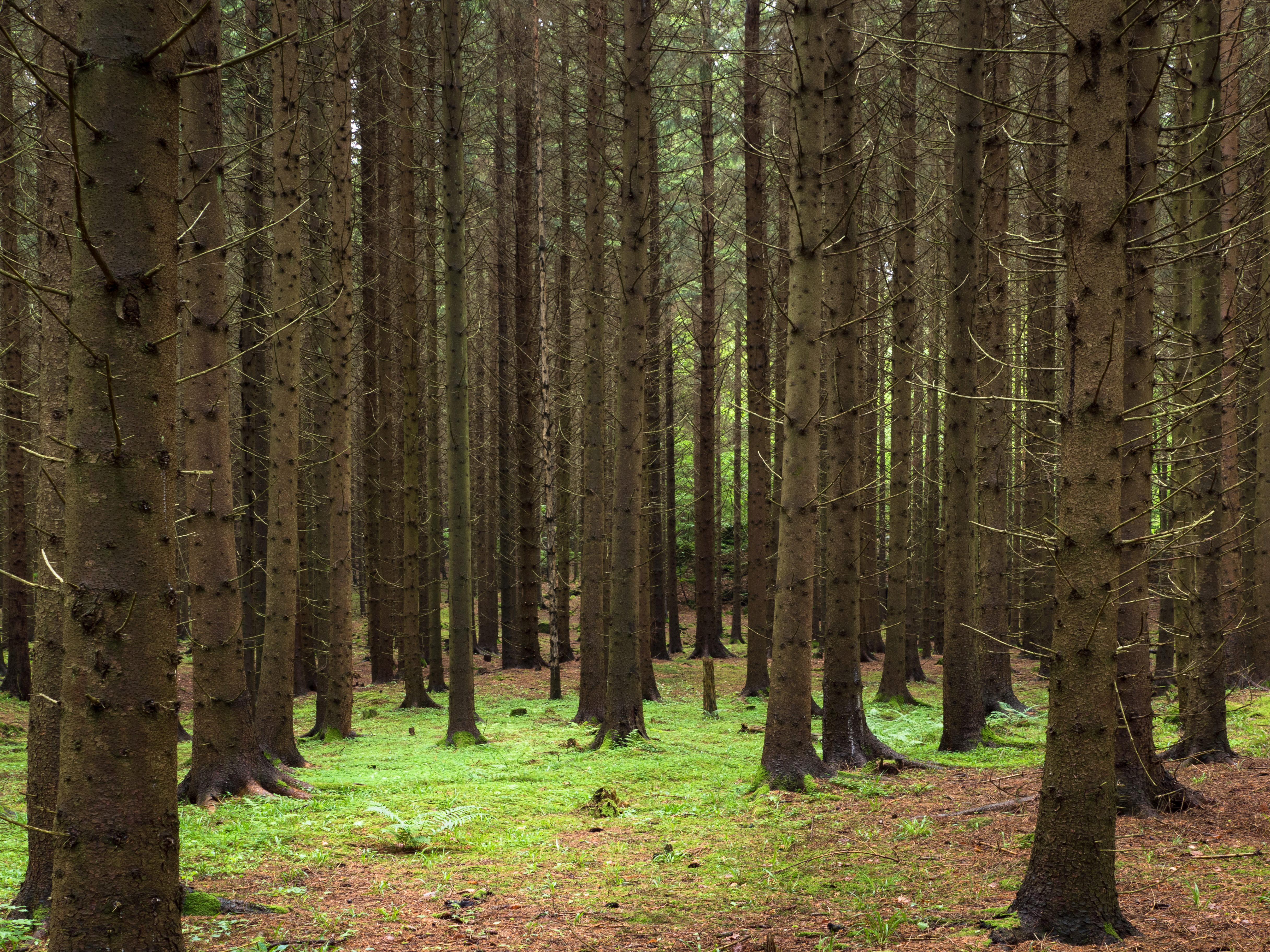
Sosnowate są ważnym źródłem drewna. Drzewostan świerka pospolitego w Szwecji

PokrójZimozielone lub zrzucające liście, żywiczne drzewa, rzadziej krzewy. Za młodu zawsze są mniej lub bardziej monopodialne (jednoosiowe), co zachowuje się i u dorosłych okazów świerków, modrzewi i jodeł, podczas gdy u innych pokrój staje się z wiekiem nieregularny. Szerokie korony tworzą w szczególności rodzaje cedr, sosna i keteleeria. Pień zwykle jest pojedynczy, walcowaty i prosto wzniesiony. Kora zróżnicowana – od cienkiej i gładkiej u jodeł, do silnie spękanej i grubej u daglezji i części sosen. W kilku rodzajach (modrzew, modrzewnik, cedr) występują krótkopędy.
LiścieOpadające zimą u modrzewi i modrzewnika, u pozostałych zimozielone (utrzymują się żywe na pędach do kilkunastu lat). Pojedyncze, u sosen skupione po kilka w pęczki, u roślin z krótkopędami – liście asymilacyjne skupione są w nich w pęczki, a na długopędach wyrastają jako suche, brunatne łuski. Liście są iglaste, spłaszczone u części rodzajów, u pozostałych o różnych przekrojach poprzecznych. U świerków i choin liście osadzone są na zdrewniałych trzonkach.
SzyszkiŻeńskie wyrastają pojedynczo, są duże i drewniejące, osiągające od 2 do ok. 60 cm długości. Łuski nasienne liczne, skrętoległe, zawierają po dwa zalążki na górnej powierzchni. Towarzyszą im większe lub mniejsze łuski wspierające. Szyszki męskie z reguły niewielkie i nietrwałe, opadają zwykle krótko po rozsianiu pyłku. Wyrastają pojedynczo lub w skupieniach, są walcowate i składają się z licznych, skrętolegle ułożonych mikrosporofili, które na dolnej powierzchni mają po dwie komory pyłkowe.

## Biologia i ekologia
Rośliny w większości zimozielone, z wyjątkiem gatunków z rodzaju modrzew i modrzewnik, żywiczne, jednopienne. Kwitnienie u większości gatunków następuje wiosną. Pyłek rozsiewany przez wiatr. Nasiona i szyszki dojrzewają w ciągu jednego, dwóch lub trzech lat, przy czym szyszki po ich uwolnieniu rozpadają się lub pozostają dłużej na drzewie. Nasiona zaopatrzone są w skrzydełka i przeważnie roznoszone są przez wiatr (wyjątek stanowi część gatunków sosen o dużych nasionach). Kiełkowanie jest nadziemne (wyjątkiem jest keteleeria), Siewki są wieloliścienne (2–18 liścieni).
Z grzybami tworzą symbiozę ektomykoryzową.

## Systematyka i pochodzenie
Rodzina sosnowatych Pinaceae zaliczana jest do rzędu sosnowców Pinales należących do nagonasiennych. Najbliższymi jej krewnymi są wymarłe wolcjowate Voltziaceae, z którymi sosnowate miały ostatniego wspólnego przodka prawdopodobnie we wczesnym triasie. Istotne różnicowanie w obrębie rodziny nastąpiło we wczesnej kredzie, ale współczesne zróżnicowanie gatunkowe w obrębie większości rodzajów jest wynikiem stosunkowo niedawnych procesów specjacji zachodzących w ciągu ostatnich 25 milionów lat.
Sosnowate są wyraźnie odrębną rodziną bez bliskich krewnych w obrębie współczesnych nagonasiennych. W tradycyjnych ujęciach sytuowane były jako grupa bazalna w obrębie szeroko ujmowanych sosnowców, ale obraz relacji w obrębie tej grupy skomplikowało odkrycie zagnieżdżenia w jej obrębie gniotowców Gnetales. Ich pozycja w różnych analizach przedstawiana była rozmaicie – jako bazalna względem sosnowców i pozostałych iglastych, jako siostrzana względem cyprysowców Cupressales (wówczas z sosnowatymi w pozycji bazalnej) i w końcu najczęściej przyjmowana – z gniotowcami siostrzanymi względem sosnowatych, tworzącymi razem grupę bazalną dla pozostałych iglastych.
Pozycja systematyczna sosnowatych w nagonasiennych według Ran i in. z 2018
|  | \| \| sagowcowate Cycadaceae \| \| \| \| \| \| zamiowate Zamiaceae \| \| \| \| |
|  |                                                                                |
|  | miłorzębowate Ginkgoaceae                                                      |
|  |                                                                                |
|  | sagowcowate Cycadaceae                                                         |
|  |                                                                                |
|  | zamiowate Zamiaceae                                                            |
|  |                                                                                |

|  | sagowcowate Cycadaceae |
|  |                        |
|  | zamiowate Zamiaceae    |
|  |                        |

|  | przęślowate Ephedraceae                                                                |
|  |                                                                                        |
|  | \| \| gniotowate Gnetaceae \| \| \| \| \| \| welwiczjowate Welwitschiaceae \| \| \| \| |
|  |                                                                                        |
|  | gniotowate Gnetaceae                                                                   |
|  |                                                                                        |
|  | welwiczjowate Welwitschiaceae                                                          |
|  |                                                                                        |

|  | gniotowate Gnetaceae          |
|  |                               |
|  | welwiczjowate Welwitschiaceae |
|  |                               |

|  | przęślowate Ephedraceae                                                                |
|  |                                                                                        |
|  | \| \| gniotowate Gnetaceae \| \| \| \| \| \| welwiczjowate Welwitschiaceae \| \| \| \| |
|  |                                                                                        |
|  | gniotowate Gnetaceae                                                                   |
|  |                                                                                        |
|  | welwiczjowate Welwitschiaceae                                                          |
|  |                                                                                        |

|  | gniotowate Gnetaceae          |
|  |                               |
|  | welwiczjowate Welwitschiaceae |
|  |                               |

|  | araukariowate Araucariaceae   |
|  |                               |
|  | zastrzalinowate Podocarpaceae |
|  |                               |

|  | sośnicowate Sciadopityaceae                                                    |
|  |                                                                                |
|  | \| \| cisowate Taxaceae \| \| \| \| \| \| cyprysowate Cupressaceae \| \| \| \| |
|  |                                                                                |
|  | cisowate Taxaceae                                                              |
|  |                                                                                |
|  | cyprysowate Cupressaceae                                                       |
|  |                                                                                |

|  | cisowate Taxaceae        |
|  |                          |
|  | cyprysowate Cupressaceae |
|  |                          |

|  | araukariowate Araucariaceae   |
|  |                               |
|  | zastrzalinowate Podocarpaceae |
|  |                               |

|  | sośnicowate Sciadopityaceae                                                    |
|  |                                                                                |
|  | \| \| cisowate Taxaceae \| \| \| \| \| \| cyprysowate Cupressaceae \| \| \| \| |
|  |                                                                                |
|  | cisowate Taxaceae                                                              |
|  |                                                                                |
|  | cyprysowate Cupressaceae                                                       |
|  |                                                                                |

|  | cisowate Taxaceae        |
|  |                          |
|  | cyprysowate Cupressaceae |
|  |                          |

|  | przęślowate Ephedraceae                                                                |
|  |                                                                                        |
|  | \| \| gniotowate Gnetaceae \| \| \| \| \| \| welwiczjowate Welwitschiaceae \| \| \| \| |
|  |                                                                                        |
|  | gniotowate Gnetaceae                                                                   |
|  |                                                                                        |
|  | welwiczjowate Welwitschiaceae                                                          |
|  |                                                                                        |

|  | gniotowate Gnetaceae          |
|  |                               |
|  | welwiczjowate Welwitschiaceae |
|  |                               |

|  | przęślowate Ephedraceae                                                                |
|  |                                                                                        |
|  | \| \| gniotowate Gnetaceae \| \| \| \| \| \| welwiczjowate Welwitschiaceae \| \| \| \| |
|  |                                                                                        |
|  | gniotowate Gnetaceae                                                                   |
|  |                                                                                        |
|  | welwiczjowate Welwitschiaceae                                                          |
|  |                                                                                        |

|  | gniotowate Gnetaceae          |
|  |                               |
|  | welwiczjowate Welwitschiaceae |
|  |                               |

|  | araukariowate Araucariaceae   |
|  |                               |
|  | zastrzalinowate Podocarpaceae |
|  |                               |

|  | sośnicowate Sciadopityaceae                                                    |
|  |                                                                                |
|  | \| \| cisowate Taxaceae \| \| \| \| \| \| cyprysowate Cupressaceae \| \| \| \| |
|  |                                                                                |
|  | cisowate Taxaceae                                                              |
|  |                                                                                |
|  | cyprysowate Cupressaceae                                                       |
|  |                                                                                |

|  | cisowate Taxaceae        |
|  |                          |
|  | cyprysowate Cupressaceae |
|  |                          |

|  | araukariowate Araucariaceae   |
|  |                               |
|  | zastrzalinowate Podocarpaceae |
|  |                               |

|  | sośnicowate Sciadopityaceae                                                    |
|  |                                                                                |
|  | \| \| cisowate Taxaceae \| \| \| \| \| \| cyprysowate Cupressaceae \| \| \| \| |
|  |                                                                                |
|  | cisowate Taxaceae                                                              |
|  |                                                                                |
|  | cyprysowate Cupressaceae                                                       |
|  |                                                                                |

|  | cisowate Taxaceae        |
|  |                          |
|  | cyprysowate Cupressaceae |
|  |                          |

|  | \| \| sagowcowate Cycadaceae \| \| \| \| \| \| zamiowate Zamiaceae \| \| \| \| |
|  |                                                                                |
|  | miłorzębowate Ginkgoaceae                                                      |
|  |                                                                                |
|  | sagowcowate Cycadaceae                                                         |
|  |                                                                                |
|  | zamiowate Zamiaceae                                                            |
|  |                                                                                |

|  | sagowcowate Cycadaceae |
|  |                        |
|  | zamiowate Zamiaceae    |
|  |                        |

|  | przęślowate Ephedraceae                                                                |
|  |                                                                                        |
|  | \| \| gniotowate Gnetaceae \| \| \| \| \| \| welwiczjowate Welwitschiaceae \| \| \| \| |
|  |                                                                                        |
|  | gniotowate Gnetaceae                                                                   |
|  |                                                                                        |
|  | welwiczjowate Welwitschiaceae                                                          |
|  |                                                                                        |

|  | gniotowate Gnetaceae          |
|  |                               |
|  | welwiczjowate Welwitschiaceae |
|  |                               |

|  | przęślowate Ephedraceae                                                                |
|  |                                                                                        |
|  | \| \| gniotowate Gnetaceae \| \| \| \| \| \| welwiczjowate Welwitschiaceae \| \| \| \| |
|  |                                                                                        |
|  | gniotowate Gnetaceae                                                                   |
|  |                                                                                        |
|  | welwiczjowate Welwitschiaceae                                                          |
|  |                                                                                        |

|  | gniotowate Gnetaceae          |
|  |                               |
|  | welwiczjowate Welwitschiaceae |
|  |                               |

|  | araukariowate Araucariaceae   |
|  |                               |
|  | zastrzalinowate Podocarpaceae |
|  |                               |

|  | sośnicowate Sciadopityaceae                                                    |
|  |                                                                                |
|  | \| \| cisowate Taxaceae \| \| \| \| \| \| cyprysowate Cupressaceae \| \| \| \| |
|  |                                                                                |
|  | cisowate Taxaceae                                                              |
|  |                                                                                |
|  | cyprysowate Cupressaceae                                                       |
|  |                                                                                |

|  | cisowate Taxaceae        |
|  |                          |
|  | cyprysowate Cupressaceae |
|  |                          |

|  | araukariowate Araucariaceae   |
|  |                               |
|  | zastrzalinowate Podocarpaceae |
|  |                               |

|  | sośnicowate Sciadopityaceae                                                    |
|  |                                                                                |
|  | \| \| cisowate Taxaceae \| \| \| \| \| \| cyprysowate Cupressaceae \| \| \| \| |
|  |                                                                                |
|  | cisowate Taxaceae                                                              |
|  |                                                                                |
|  | cyprysowate Cupressaceae                                                       |
|  |                                                                                |

|  | cisowate Taxaceae        |
|  |                          |
|  | cyprysowate Cupressaceae |
|  |                          |

|  | przęślowate Ephedraceae                                                                |
|  |                                                                                        |
|  | \| \| gniotowate Gnetaceae \| \| \| \| \| \| welwiczjowate Welwitschiaceae \| \| \| \| |
|  |                                                                                        |
|  | gniotowate Gnetaceae                                                                   |
|  |                                                                                        |
|  | welwiczjowate Welwitschiaceae                                                          |
|  |                                                                                        |

|  | gniotowate Gnetaceae          |
|  |                               |
|  | welwiczjowate Welwitschiaceae |
|  |                               |

|  | przęślowate Ephedraceae                                                                |
|  |                                                                                        |
|  | \| \| gniotowate Gnetaceae \| \| \| \| \| \| welwiczjowate Welwitschiaceae \| \| \| \| |
|  |                                                                                        |
|  | gniotowate Gnetaceae                                                                   |
|  |                                                                                        |
|  | welwiczjowate Welwitschiaceae                                                          |
|  |                                                                                        |

|  | gniotowate Gnetaceae          |
|  |                               |
|  | welwiczjowate Welwitschiaceae |
|  |                               |

|  | araukariowate Araucariaceae   |
|  |                               |
|  | zastrzalinowate Podocarpaceae |
|  |                               |

|  | sośnicowate Sciadopityaceae                                                    |
|  |                                                                                |
|  | \| \| cisowate Taxaceae \| \| \| \| \| \| cyprysowate Cupressaceae \| \| \| \| |
|  |                                                                                |
|  | cisowate Taxaceae                                                              |
|  |                                                                                |
|  | cyprysowate Cupressaceae                                                       |
|  |                                                                                |

|  | cisowate Taxaceae        |
|  |                          |
|  | cyprysowate Cupressaceae |
|  |                          |

|  | araukariowate Araucariaceae   |
|  |                               |
|  | zastrzalinowate Podocarpaceae |
|  |                               |

|  | sośnicowate Sciadopityaceae                                                    |
|  |                                                                                |
|  | \| \| cisowate Taxaceae \| \| \| \| \| \| cyprysowate Cupressaceae \| \| \| \| |
|  |                                                                                |
|  | cisowate Taxaceae                                                              |
|  |                                                                                |
|  | cyprysowate Cupressaceae                                                       |
|  |                                                                                |

|  | cisowate Taxaceae        |
|  |                          |
|  | cyprysowate Cupressaceae |
|  |                          |

Podział rodziny
podrodzina: Pinoideae Pilg. – sosnowe
- rodzaj: Cathaya Chun & Kuang
- rodzaj: Picea A. Dietr. – świerk
- rodzaj: Pinus L. – sosna

podrodzina: Laricoideae Melchior et Werdermann – modrzewiowe
- rodzaj: Larix Mill. – modrzew
- rodzaj: Pseudotsuga Carriere – daglezja, jedlica

podrodzina: Abietoideae Pilg. – jodłowe
- rodzaj: Abies Mill. – jodła
- rodzaj: Cedrus Belon ex Trew – cedr
- rodzaj: Keteleeria Carriere – keteleeria
- rodzaj: Nothotsuga Hu ex C.N.Page
- rodzaj: Pseudolarix Gordon – modrzewnik
- rodzaj: Tsuga Carriere – choina

W starszych pracach Farjon dzielił sosnowate na 4 podrodziny, z monotypową podrodziną sosnowych (Pinoideae Link. 1831) zawierającą tylko jeden rodzaj sosna (Pinus), z wydzieloną podrodziną świerkowych (Piceoideae) obejmującą rodzaj świerk (Picea A. Dietr.) oraz z rodzajem Cathaya Chun & Kuang włączonym do podrodziny modrzewiowych (Laricoideae).